# 团结党 (利比里亚)
团结党（英語：Unity Party，缩写为UP）是一个利比里亚政党，1984年由爱德华·凯瑟利创建。该党目前是参议院第一大党和众议院第二大党。

## 选举
在1997年7月19日举行的总统和国会大选中，总统候选人埃伦·约翰逊·瑟利夫赢得9.58%的得票率位居第二位；该党赢得众议院64席中的7席，以及参议院26席中的3席。
在2005年大选的第二轮投票中，埃伦·约翰逊·瑟利夫击败民主变革会议(CDC)的候选人乔治·维阿当选总统；该党也赢得众议院64席中的8席，以及参议院30席中的3席。
2009年4月1日，利比里亚统一党和利比里亚行动党并入联盟党，因此该党在国会中的议席大副增加，成为两院的第一大党。
在2011年大选中，埃伦·约翰逊·瑟利夫在第二轮投票中以90.7%的得票率再次击败温斯顿·杜伯曼成功连任；该党也赢得众议院73席中的24席，以及参议院30席中的10席。